# El Roto
El Roto   (Madrid, 1947) nom artístic d Andrés Rábago García, és un dibuixant de còmic. Ha col·laborat en nombrosos mitjans impresos, com poden ser La Estafeta Literaria, La Codorniz, Triunfo, Cuadernos para el Diálogo, El Jueves, Hermano Lobo, El Independiente, Ajoblanco (revista), Madriz, Diario 16, Cambio 16, Tiempo, El Periódico de Catalunya, Informaciones, El Cuervo, Pueblo, La Hoja del Lunes, El País etc.

## Biografia
Durant la dictadura de Franco s'amagava sota el pseudònim Ops, amb el que va publicar vinyetes i il·lustracions en Hermano Lobo i Triunfo. Posteriorment al començar a guanyar renom i públic va decidir adoptar un segon pseudònim, El Roto, pel que és conegut hui en dia. El 1993 va rebre el Premi de Periodisme Francisco Cerecedo

## Obra
A banda de les seues aparicions en premsa i revistes, ha publicat diversos llibres, ja siga en solitari o com a col·laborador. Ha exercit com a guionista, escenògraf, pintor i historietista.
Llibres publicats:
- Los hombres y las moscas (Fundamentos, 1971).
- La cebada al rabo (Cuadernos para el diálogo, 1975).
- Bestiario (Alfaguara, 1989).
- De un tiempo a esta parte (Ediciones de la Torre, 1991).
- Habas contadas (Promotion Popular Cristiana, 1994).
- La memoria del constructor (Diputación de Sevilla, 1998).
- La visita inesperada (Centro Cultural Conde Duque, 1998).
- El fogonero del Titanic (Temas de hoy, 1999).
- El pabellón de azogue (Círculo de lectores i S.A./ Mondadori, 2001).
- Bestiario (Medusa Ediciones, edició augmentada, 2002).
- El guardagujas (Cat. Exposición Universidad de Alcalá, 2003).
- El libro de los desórdenes (Círculo de Lectores i S.A./Mondadori, 2003).
- El libro de los abrazos (Círculo de Lectores, 2004).
- Vocabulario figurado (Círculo de Lectores i S.A./Mondadori, 2005).
- El libro de los desórdenes (Reservoir Books, 2006)

## Exposicions
- 2014 - Exposició individual a Màlaga.[1]

## Premis i reconeixements
- 2012 - Premio Nacional de Ilustración del Ministerio de Cultura.[2]